# Panamerikanische Spiele 1955/Teilnehmer (Uruguay)
| Gelbes Symbol für Goldmedaillen mit stilisierten Olympischen Ringen | Graues Symbol für Silbermedaillen mit stilisierten Olympischen Ringen | Braundes Symbol für Bronzemedaillen mit stilisierten Olympischen Ringen |
| ------------------------------------------------------------------- | --------------------------------------------------------------------- | ----------------------------------------------------------------------- |
| —                                                                   | 6                                                                     | 3                                                                       |

Uruguay nahm an den II. Panamerikanischen Spielen 1955 in Mexiko-Stadt, Mexiko, mit einer Delegation von 43 Sportlern teil.
Die uruguayischen Sportler gewannen im Verlauf der Spiele insgesamt neun Medaillen, davon sechs silberne und drei bronzene.

## Teilnehmer nach Sportarten

### Fechten
- Daniel Rossi
- Agustín Navarro
- Hermes Olascoaga
- Juan Paladino
Säbel/Mannschaft: 2. Platz (Silber)
- Ricardo Rimini
Säbel/Mannschaft: 2. Platz (Silber)
- José Lardizabal
Säbel/Mannschaft: 2. Platz (Silber)
- Teodoro Goliardi
Säbel/Mannschaft: 2. Platz (Silber)

### Leichtathletik
- Estrella Puente
Speerwurf: 2. Platz (Silber)
- Delia E. Díaz
- Fermín W. Donazar
- Ciro A. Brazeiro

### Moderner Fünfkampf
- Alberto Ortíz
- Walter Belén

### Radsport
- Luis Pedro Sierra
1000 m Zeitfahren: 3. Platz (Bronze)
Straßenrennen (175 km) / Mannschaft: 2. Platz (Silber)
- Alberto Velázquez
Straßenrennen (175 km): 3. Platz (Bronze)
Straßenrennen (175 km) / Mannschaft: 2. Platz (Silber)
- Julio Alberto Sobrera
4000-m-Verfolgung / Mannschaft: 2. Platz (Silber)
- Juan Carlos Pérez
Velocidad Scratch: 2. Platz (Silber)
4000-m-Verfolgung / Mannschaft: 2. Platz (Silber)
- Raymundo Moyano (auch als Walter Moyano bezeichnet)
Straßenrennen (175 km) / Mannschaft: 2. Platz (Silber)
- Américo Benítez
Straßenrennen (175 km) / Mannschaft: 2. Platz (Silber)
- Luis Chiazzaro
- José Ibarra
- Eduerdo Puertollano (auch als Eduardo Puertollano bezeichnet)
4000-m-Verfolgung / Mannschaft: 2. Platz (Silber)

### Rudern
- Juan Rodríguez
Einer: 2. Platz (Silber)
- Romeo Rissi
- Horacio Siutto
- Juan Cabillón
Vierer ohne Steuermann: 3. Platz (Bronze)
- Luis Roggerone
Vierer ohne Steuermann: 3. Platz (Bronze)
- Héctor Teixidor
Vierer ohne Steuermann: 3. Platz (Bronze)
- Ruben Firpo
Vierer ohne Steuermann: 3. Platz (Bronze)

### Schießen
- César Guidet
- Oscar Zaffaroni

### Schwimmen
- Julio C. Maglione

### Tennis
- Arsenio Motolko

### Turnen
- Enrique Nöel

### Volleyball
- Carlos Souto
- Ruben Paladino
- Nicolás Acevedo
- Hugo Santos
- Arsenio Muniz
- Luis Bernardéz
- Walter Pérez
- Juan Deamisis
- Elio Ferraro